# Amaranthus polystachyus
Amaranthus polystachyus là loài thực vật có hoa thuộc họ Dền. Loài này được Willd. mô tả khoa học đầu tiên năm 1805.